# Miquel Estela Boscana
Miquel Estela Boscana, nascut a Llucmajor, Mallorca, a finals del segle xix fou un sindicalista i polític socialista mallorquí.
Estela treballava de sabater a Llucmajor, on hi havia una important indústria sabatera a principis del segle xx. Fou un dels principals dirigents de les societats obreres de Llucmajor. El 1907 formà part de la primera junta directiva de la cooperativa La Nueva Vida. El 1909 fou elegit regidor d'aquesta ciutat en el context de la Conjunció Republicano-Socialista. Després, el 1911, presidí l'Agrupació Socialista de Llucmajor.